# Brierfield
Brierfield è un paese di 8.000 abitanti del Lancashire, in Inghilterra.